# Pul·lòver

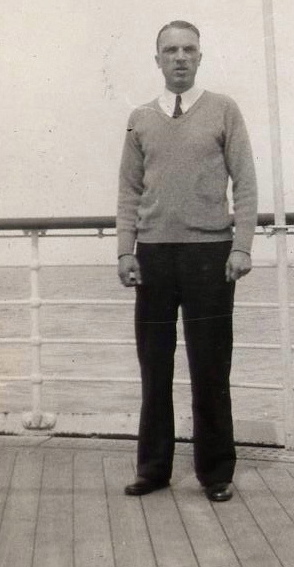
Home amb pul·lòver combinat amb camisa i corbata, a la manera clàssica

El pul·lòver (de l'anglès pullover) és un jersei tancat, amb mànigues llargues, coll en punta i cintura elastitzada. El pullòver, pròpiament, és el jersei que no té botons ni cremalleres i es posa pel cap, cosa que el seu nom anglès ja indica: pull (estirar, posar-se) over (per dalt).
La forma del coll distingeix el pul·lòver d'altra mena de jerseis tancats, com el jersei de coll rodó i el jersei de coll alt.
Jerseis emparentats amb el pul·lòver són:
- el càrdigan, obert pel davant com una jaqueta;
- l'armilla de punt, sense mànigues.

El pul·lòver és un dels tipus de jersei més clàssics i d'ús més habitual. L'ús més tradicional consisteix a combinar-lo amb camisa i corbata, que resten a la vista mercès al coll en punta.
Si bé el català pul·lòver és adaptació de l'anglès pullover, el significat d'aquests noms varia entre ambdues llengües. En efecte, l'anglès pullover equival al català jersei tancat, és a dir, designa genèricament tot jersei tancat, independentment de la forma del coll. L'equivalent anglès del català pul·lòver és V-neck pullover (literalment, 'jersei tancat amb coll en punta'). D'altra banda, cal dir que en català col·loquial sovint el nom d'aquesta peça es pronuncia "pullover", com a mot agut i amb "ella" (lateral aproximant palatal sonora).